# Isòtops del praseodimi
El praseodimi (Pr) natural té un isòtop estable, el 141Pr. S'han caracteritzat trenta-vuit radioisòtops, els més estables dels quals són el 143Pr amb un període de semidesintegració de 13,57 dies i el 142Pr amb unperíode de semidesintegració de 19,12 hores. La resta d'isòtops radioactius tenen períodes de semidesintegració menors de 5,985 hores i la majoria menors a 33 segons. Aquest element té també sis isòmers nuclears, els més estables dels quals són el 138mPr (t½ 2,12 hores), el 142mPr (t½ 14,6 minuts) i el 134mPr (t½ 11 minuts).
Els isòtops del praseodimi varien en massa atòmica de 120.955 u (121Pr) a 158,955 u (159Pr). El mode de desintegració primari abans de l'isòtop estable, el 141Pr, és la captura electrònica i després la desintegració beta. El producte de desintegració primari abans del e 141Pr són isòtops de l'elements 58 (ceri) i després isòtops de l'element 60 (neodimi).

Massa atòmica estàndard: 140.90765(2) u

## Taula
| Símbol del núclid | Z(p)                | N(n)                | massa isotòpica(u)  | període de semidesintegració | Espín nuclear | composició isotòpics representativa (fracció molar) | rang de variació natural (fracció molar) |
| Símbol del núclid | energia d'excitació | energia d'excitació | energia d'excitació | període de semidesintegració | Espín nuclear | composició isotòpics representativa (fracció molar) | rang de variació natural (fracció molar) |
| ----------------- | ------------------- | ------------------- | ------------------- | ---------------------------- | ------------- | --------------------------------------------------- | ---------------------------------------- |
| 121Pr             | 59                  | 62                  | 120.95536(75)#      | 600(300) ms                  | (3/2-)        |                                                     |                                          |
| 122Pr             | 59                  | 63                  | 121.95181(54)#      | 500# ms                      |               |                                                     |                                          |
| 123Pr             | 59                  | 64                  | 122.94596(64)#      | 800# ms                      | 3/2+#         |                                                     |                                          |
| 124Pr             | 59                  | 65                  | 123.94296(64)#      | 1.2(2) s                     |               |                                                     |                                          |
| 125Pr             | 59                  | 66                  | 124.93783(43)#      | 3.3(7) s                     | 3/2+#         |                                                     |                                          |
| 126Pr             | 59                  | 67                  | 125.93531(21)#      | 3.12(18) s                   | (4,5,6)       |                                                     |                                          |
| 127Pr             | 59                  | 68                  | 126.93083(21)#      | 4.2(3) s                     | 3/2+#         |                                                     |                                          |
| 127mPr            | 600(200)# keV       | 600(200)# keV       | 600(200)# keV       | 50# ms                       | 11/2-         |                                                     |                                          |
| 128Pr             | 59                  | 69                  | 127.92879(3)        | 2.84(9) s                    | (3+)          |                                                     |                                          |
| 129Pr             | 59                  | 70                  | 128.92510(3)        | 32(3) s                      | (11/2-)       |                                                     |                                          |
| 129mPr            | 382.7(5) keV        | 382.7(5) keV        | 382.7(5) keV        | 1# ms                        | (11/2-)       |                                                     |                                          |
| 130Pr             | 59                  | 71                  | 129.92359(7)        | 40.0(4) s                    | (6,7)(+#)     |                                                     |                                          |
| 130mPr            | 100(100)# keV       | 100(100)# keV       | 100(100)# keV       | 10# s                        | 2+#           |                                                     |                                          |
| 131Pr             | 59                  | 72                  | 130.92026(6)        | 1.50(3) min                  | (3/2+)        |                                                     |                                          |
| 131mPr            | 152.4(2) keV        | 152.4(2) keV        | 152.4(2) keV        | 5.7(2) s                     | (11/2-)       |                                                     |                                          |
| 132Pr             | 59                  | 73                  | 131.91926(6)        | 1.49(11) min                 | (2+)          |                                                     |                                          |
| 132mPr            | 0(100)# keV         | 0(100)# keV         | 0(100)# keV         | 20# s                        | (5+)          |                                                     |                                          |
| 133Pr             | 59                  | 74                  | 132.916331(13)      | 6.5(3) min                   | (3/2+)        |                                                     |                                          |
| 133mPr            | 192.05(14) keV      | 192.05(14) keV      | 192.05(14) keV      | 1.1(2) µs                    | (11/2-)       |                                                     |                                          |
| 134Pr             | 59                  | 75                  | 133.91571(4)        | ~11 min                      | (5-)          |                                                     |                                          |
| 134mPr            | 0(100)# keV         | 0(100)# keV         | 0(100)# keV         | 17(2) min                    | 2-            |                                                     |                                          |
| 135Pr             | 59                  | 76                  | 134.913112(13)      | 24(2) min                    | 3/2(+)        |                                                     |                                          |
| 135mPr            | 358.06(6) keV       | 358.06(6) keV       | 358.06(6) keV       | 105(10) µs                   | (11/2-)       |                                                     |                                          |
| 136Pr             | 59                  | 77                  | 135.912692(13)      | 13.1(1) min                  | 2+            |                                                     |                                          |
| 137Pr             | 59                  | 78                  | 136.910705(13)      | 1.28(3) h                    | 5/2+          |                                                     |                                          |
| 137mPr            | 561.22(23) keV      | 561.22(23) keV      | 561.22(23) keV      | 2.66(7) µs                   | 11/2-         |                                                     |                                          |
| 138Pr             | 59                  | 79                  | 137.910755(15)      | 1.45(5) min                  | 1+            |                                                     |                                          |
| 138mPr            | 348(23) keV         | 348(23) keV         | 348(23) keV         | 2.12(4) h                    | 7-            |                                                     |                                          |
| 139Pr             | 59                  | 80                  | 138.908938(8)       | 4.41(4) h                    | 5/2+          |                                                     |                                          |
| 140Pr             | 59                  | 81                  | 139.909076(7)       | 3.39(1) min                  | 1+            |                                                     |                                          |
| 140m1Pr           | 127.5(3) keV        | 127.5(3) keV        | 127.5(3) keV        | 0.35(2) µs                   | 5+            |                                                     |                                          |
| 140m2Pr           | 763.3(7) keV        | 763.3(7) keV        | 763.3(7) keV        | 3.05(20) µs                  | (8)-          |                                                     |                                          |
| 141Pr             | 59                  | 82                  | 140.9076528(26)     | ESTABLE                      | 5/2+          | 1.0000                                              |                                          |
| 142Pr             | 59                  | 83                  | 141.9100448(26)     | 19.12(4) h                   | 2-            |                                                     |                                          |
| 142mPr            | 3.694(3) keV        | 3.694(3) keV        | 3.694(3) keV        | 14.6(5) min                  | 5-            |                                                     |                                          |
| 143Pr             | 59                  | 84                  | 142.9108169(28)     | 13.57(2) d                   | 7/2+          |                                                     |                                          |
| 144Pr             | 59                  | 85                  | 143.913305(4)       | 17.28(5) min                 | 0-            |                                                     |                                          |
| 144mPr            | 59.03(3) keV        | 59.03(3) keV        | 59.03(3) keV        | 7.2(3) min                   | 3-            |                                                     |                                          |
| 145Pr             | 59                  | 86                  | 144.914512(8)       | 5.984(10) h                  | 7/2+          |                                                     |                                          |
| 146Pr             | 59                  | 87                  | 145.91764(7)        | 24.15(18) min                | (2)-          |                                                     |                                          |
| 147Pr             | 59                  | 88                  | 146.918996(25)      | 13.4(4) min                  | (3/2+)        |                                                     |                                          |
| 148Pr             | 59                  | 89                  | 147.922135(28)      | 2.29(2) min                  | 1-            |                                                     |                                          |
| 148mPr            | 50(30)# keV         | 50(30)# keV         | 50(30)# keV         | 2.01(7) min                  | (4)           |                                                     |                                          |
| 149Pr             | 59                  | 90                  | 148.92372(9)        | 2.26(7) min                  | (5/2+)        |                                                     |                                          |
| 150Pr             | 59                  | 91                  | 149.926673(28)      | 6.19(16) s                   | (1)-          |                                                     |                                          |
| 151Pr             | 59                  | 92                  | 150.928319(25)      | 18.90(7) s                   | (3/2)(-#)     |                                                     |                                          |
| 152Pr             | 59                  | 93                  | 151.93150(13)       | 3.63(12) s                   | 4+            |                                                     |                                          |
| 153Pr             | 59                  | 94                  | 152.93384(11)       | 4.28(11) s                   | 5/2-#         |                                                     |                                          |
| 154Pr             | 59                  | 95                  | 153.93752(16)       | 2.3(1) s                     | (3+,2+)       |                                                     |                                          |
| 155Pr             | 59                  | 96                  | 154.94012(32)#      | 1# s [>300 ns]               | 5/2-#         |                                                     |                                          |
| 156Pr             | 59                  | 97                  | 155.94427(43)#      | 500# ms [>300 ns]            |               |                                                     |                                          |
| 157Pr             | 59                  | 98                  | 156.94743(43)#      | 300# ms                      | 5/2-#         |                                                     |                                          |
| 158Pr             | 59                  | 99                  | 157.95198(64)#      | 200# ms                      |               |                                                     |                                          |
| 159Pr             | 59                  | 100                 | 158.95550(75)#      | 100# ms                      | 5/2-#         |                                                     |                                          |